# Elisa Breton
Elisa Breton (nata Elisa Latte Elena Bindhoff Enet) (Viña del Mar, 25 aprile 1906 – Le Kremlin-Bicêtre, 5 aprile 2000) è stata un'artista francese di origine cilena, pittrice e scrittrice, ultima moglie di André Breton.

## Biografia
Le prime notizie biografiche disponibili sono riferite a quando, già adulta, Elisa Bindhoff Enet si fece notare quale pianista e poliglotta, in grado di tradurre anche dal norvegese al francese.
Dopo il divorzio dal primo marito Benjamín Claro Velasco (1902-1968), un politico cileno, dal quale aveva avuto la figlia Ximena Claro Bindhoff (1926-1943), si trasferì negli Stati Uniti. Il 13 agosto 1943 Ximena affogò durante un giro in barca nei pressi della costa del Massachusetts. 
A New York nel 1943 conobbe André Breton, che descrisse il loro primo incontro nel manoscritto Arcano 17, in cui si legge anche il resoconto del viaggio fatto insieme nel 1944 nella penisola Gaspé, in Canada.
Unitasi in matrimonio nel 1945, la coppia intraprese un lungo viaggio nelle riserve indiane statunitensi per poi trasferirsi a Parigi nel 1946. 
A Parigi Élisa fu molto attiva, scrivendo su riviste surrealiste (quali Médium e Le Surréalisme même) e partecipando a diverse esposizioni, ma sempre un po' oscurata dall'ombra del celeberrimo marito. Da dicembre 1959 a gennaio 1960 partecipò alla Exposition internationale du surréalisme presso la galleria Daniel Cordier e nel 1965 a quella dedicata ai collage, disegni e incisioni presso la galleria Le Ranelagh.
Molte delle sue opere sono scatole surrealiste realizzate sull'esempio della Scatola in una valigia di Marcel Duchamp.
Morì a Le Kremlin-Bicêtre presso Parigi mercoledì 5 aprile 2000, all'età di 94 anni.

## Alcune opere

### Scatole surrealiste
- La Loi du vison, 1959
- Oiseau de plastique, ressort de réveil, dé à jouer, 1970
- Lucy, faire, 1971
- Ne quittez pas, 1972
- Oiseau-lire, 1973
- Méduse, scultura, 1959

### Scritti
- Prefazione al catalogo della mostra del pittore Jean-Paul Riopelle, 1949
- Traduzione di Alpha et omega di Edvard Munch, ed. Le Nyctalope, 1980
- André Breton, album di dieci fotografie originali firmate da Elisa, ed. Au fil de l'encre, Parigi, 1993